# Хертель, Роберт

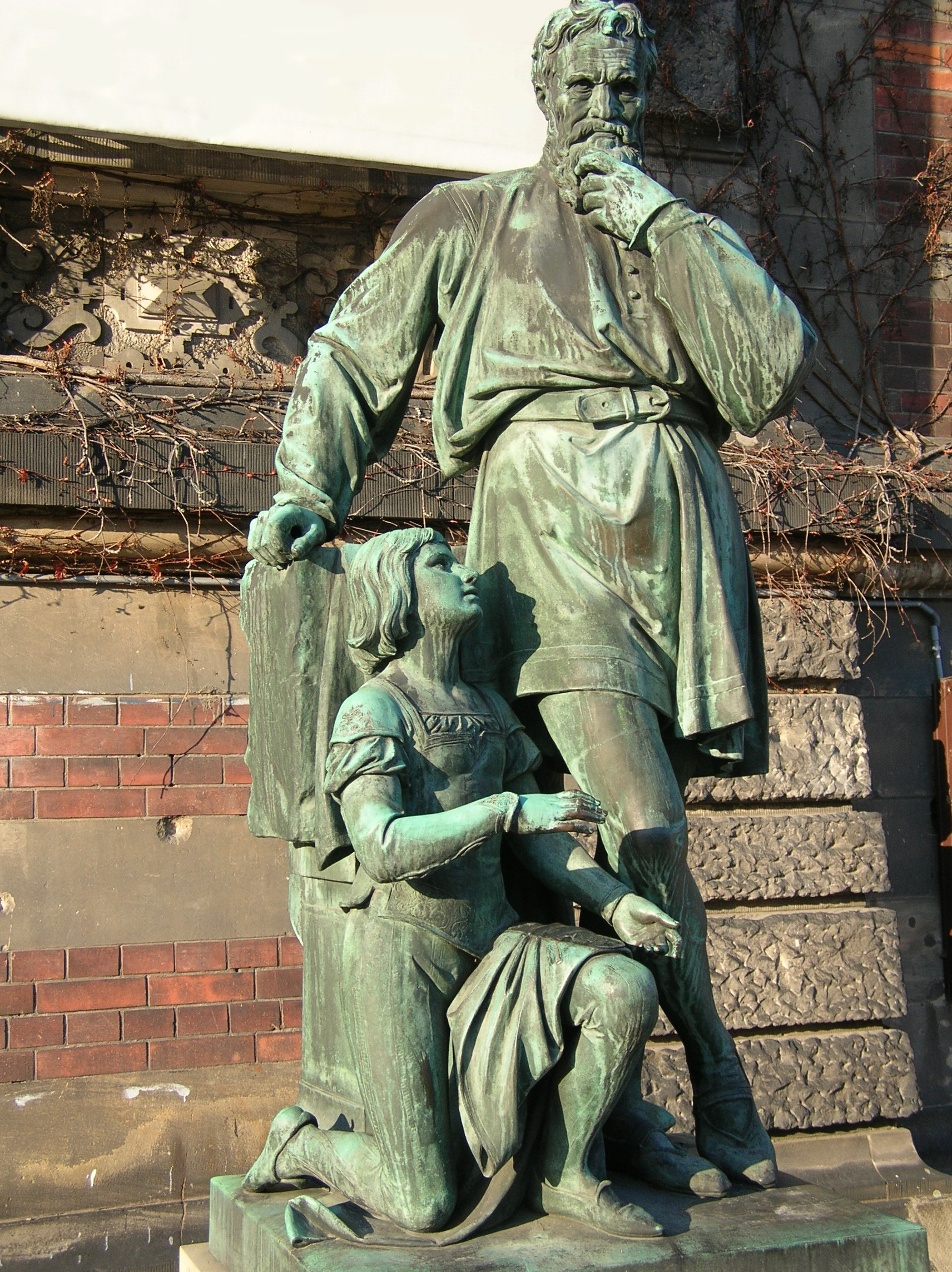
«Микеланджело», 1881

Карл Август Роберт Хертель (также Гертель, нем. Carl August Robert Härtel; 21 февраля 1831, Веймар, герцогство Саксен-Веймар-Эйзенахское — 5 мая 1894, Бреслау) — немецкий скульптор.

## Биография
В молодости прошел курс рисования в Княжеской бесплатной художественной школе в Веймаре под руководством Фридриха Преллера Старшего, затем обучался ювелирному искусству.
Продолжил учебу в Мюнхене, Дрездене и Берлине. Работал скульптором-реставратором в Вартбурге, затем поступил в дрезденскую студию основателя дрезденской школы скульптуры второй половины XIX столетия Эрнста Хэнеля, профессора Дрезденской Высшей школы изобразительных искусств.
В 1878 году он стал преподавателем декоративно-прикладного искусства государственной Академии искусств и декоративно-прикладных ремесел в Бреслау.

## Творчество

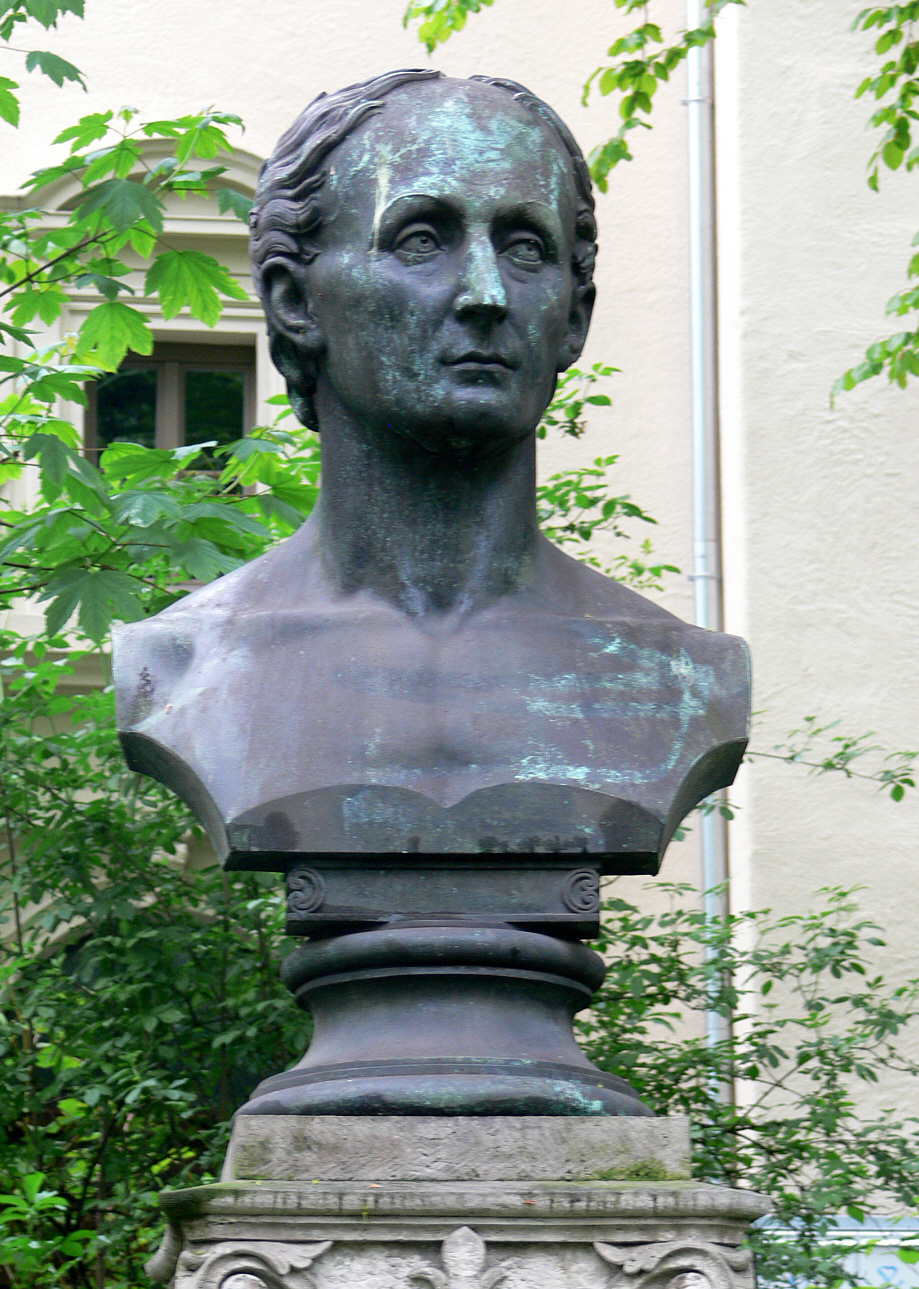
Бюст философа Якоба Фридриха Фриза в Йене (1873)

Автор монументальных скульптур в Веймаре, в том числе, статуи Поэзии , тридцатишестиметрового фриза с горельефным изображением битвы в Тевтобургском Лесу и боковых фризов со сценами из жизни древних тевтонов и героев Вальхаллы для веймарского музея.
Кроме того, Роберт Хэртель создал серию аллегорических барельефов. Другими важными его работами являются: бронзовая доска с изображением сцен Войны, сцен из жизни Юлия Цезаря, монументальный бюст философа Якоба Фридриха Фриза в Йене (1873), скульптуры на Военном мемориале в Веймаре, скульптурная группа Креонт (царь Фив) и Антигона для нового придворного театра в Дрездене, несколько статуй для замка Альбрехтсбург в Мейсене, среди них, бронзовые фигуры Дюрера и Микеланджело, украшение двух фронтонов Музея изобразительных искусств, статуя кайзера Вильгельма I для нового здания правительства и памятник Фридриха Великого в г. Тарновиц (ныне Тарновске-Гуры).
Несколько работ скульптора хранятся сейчас в Национальном музее во Вроцлаве.